# Анапський пересип
Анапский пересип — піщана коса завдовжки приблизно 43 км. Тягнеться від міста Анапа до мису Залізний Ріг на Таманському півострові. На заході омивається водами Чорного моря, на сході — водами солоних і напівсолених лиманів (Витязевський лиман, Бугазький лиман, озеро Солоне). Складається з кварцового піску Кавказького походження з домішкою подрібнених раковин морських молюсків. Протяжність коси — близько 43 кілометрів. Ширина в різних місцях змінюється від 600 м до 2 км. Адміністративно більшу частину коси включає до свого складу Анапський район Краснодарського краю.

## Історія
Анапська коса сформувалася завдяки наносній діяльності річки Кубань. До кінця XIX століття остання впадала в Чорне море через Кизилтаський лиман. Заповнивши свою стародавню дельту наносами, води річки кинулися в нижчу місцевість на березі Азовського моря. В результаті, висохло і оголилося давнє русло, покрите піском, який намивався за мільйони років з вершин Кавказького хребта. Не менш важливу роль відіграли і поздовжні намиви піщаних наносів морськими течіями. В даний час, через відхід річки і антропогенний вплив, піщані відкладення коси піддані пляжної ерозії, яка частково компенсується намивом зруйнованих раковин молюсків.

## Географія і районування
Анапський пересип неоднорідний по всій своїй довжині. На ньому прийнято виділяти декілька ділянок пляжів. Центральний пляж Анапи — найпівденнішу і найбільш перевантажену відпочиваючими ділянку коси відокремлює анапську бухту Чорного моря від анапських плавнів, розташованих у межах міста Анапа, перетинається протокой Анапки. Крім цього, виділяються пляжі Бімлюка, Джемете, Вітязєвський пляж, Вітязєвська коса, Благовіщенський пляж, Бугазька коса, а також пересип озера Солоне.
Коса зазвичай ділиться на 3 частини — пляжну (довжиною близько 100–150 м) по обох краях коси і дюнну, що займає її центральну частину. В 3 км на північ від Анапи, в районі Бімлюка, в результаті вітрових нагонів з'являються перші піщані дюни — кучугури. Середня висота дюн 3-5 м, максимальна до 14-15 м. Дюни тягнуться до Бугазького лиману. Флора піщаних дюн нагадує типово пустельну. Тут представлені у основному лох сріблястий, тамарикс, різні жорсткі трави. По берегах лиманів зустрічаються порослі комишу.
Море в районі Анапської коси мілководне і добре прогрівається сонцем. Тому температура води тут влітку в середньому на 2-5 градусів вище, ніж на інших, більш глибоководних чорноморських курортів на півдні. Максимальна температура води була зафіксована в 1972 році — +28,2 ° С. Однак мілководні води коси можуть бути оманливі. Уздовж берега розташовано кілька рядів так званих міляків — підводних піщаних кіс, які постійно змінюються і в яких під час відпливу утворюється так званий «тягун» або відбійна хвиля з бистринами, які становлять небезпеку для незнайомих з морем людей.